# Persone di nome Françoise
| Questa pagina contiene informazioni ricavate automaticamente dalle voci biografiche con l'ausilio del template Bio e di un bot. L'aggiornamento è periodico e automatico e ricostruisce completamente la pagina. Se manca una persona in questa lista, sei pregato di non aggiungerla, ma accertati piuttosto che la sua voce biografica contenga il template Bio e che i dati anagrafici siano correttamente compilati. Se il template Bio manca, inseriscilo tu stesso o, in alternativa, metti l'avviso {{tmp\|Bio}} che ne segnala la mancanza. Se i dati riportati sono sbagliati, correggi direttamente la voce biografica; le modifiche saranno visibili in questa lista entro pochi giorni. Per chiarimenti vedi il progetto antroponimi. La lista contiene solo le 71 persone che sono citate nell'enciclopedia e per le quali è stato implementato correttamente il template Bio. Pagina aggiornata al 22 giu 2025. |

Questa è una lista di persone presenti nell'enciclopedia che hanno il nome Françoise, suddivise per attività principale.

## Antropologhe(1)
- Françoise Héritier, antropologa e etnologa francese (Veauche, n. 1933 - Parigi, † 2017)

## Astrofisiche(1)
- Françoise Combes, astrofisica e docente francese (Montpellier, n. 1952)

## Attiviste(1)
- Françoise d'Eaubonne, attivista francese (Parigi, n. 1920 - Parigi, † 2005)

## Attrici(12)
- Françoise Arnoul, attrice francese (Costantina, n. 1931 - Parigi, † 2021)
- Françoise Blanchard, attrice e doppiatrice francese (Saint-Mandé, n. 1954 - Caen, † 2013)
- Françoise Brion, attrice francese (Parigi, n. 1933)
- Françoise Christophe, attrice francese (Parigi, n. 1923 - Parigi, † 2012)
- Françoise Dorléac, attrice francese (Parigi, n. 1942 - Villeneuve-Loubet, † 1967)
- Françoise Fabian, attrice francese (Algeri, n. 1933)
- Françoise Forton, attrice brasiliana (Rio de Janeiro, n. 1957 - Rio de Janeiro, † 2022)
- Françoise Lebrun, attrice francese (n. 1944)
- Françoise Pascal, attrice mauriziana (Vacoas-Phoenix, n. 1949)
- Françoise Prévost, attrice francese (Parigi, n. 1929 - Parigi, † 1997)
- Françoise Rosay, attrice francese (Parigi, n. 1891 - Montgeron, † 1974)
- Rosette, attrice francese (Cherbourg, n. 1959)

## Attrici teatrali(1)
- Mademoiselle Raucourt, attrice teatrale francese (Nancy, n. 1756 - Parigi, † 1815)

## Bobbiste(1)
- Françoise Burdet, ex bobbista svizzera (Coira, n. 1967)

## Calciatrici(1)
- Françoise Bella, calciatrice camerunese (n. 1983)

## Cantanti(2)
- Françoise Atlan, cantante francese (Narbona, n. 1964)
- Agnès Loti, cantante francese (Parigi, n. 1944)

## Cantautrici(1)
- Françoise Hardy, cantautrice, scrittrice e attrice francese (Parigi, n. 1944 - Neuilly-sur-Seine, † 2024)

## Cestiste(4)
- Françoise Amiaud, ex cestista francese (Nantes, n. 1961)
- Françoise Hemeryck, ex cestista francese (Omonville-la-Petite, n. 1948)
- Françoise Lannoy, ex cestista belga (Courtrai, n. 1952)
- Françoise Quiblier, ex cestista francese (Parigi, n. 1953)

## Danzatrici(2)
- Françoise Adret, ballerina, coreografa e insegnante francese (Versailles, n. 1920 - Chambourcy, † 2018)
- Françoise Prévost, danzatrice francese (Parigi - Parigi, † 1741)

## Drammaturghe(1)
- Françoise Dorin, drammaturga, scrittrice e paroliera francese (Parigi, n. 1928 - Courbevoie, † 2018)

## Editrici(1)
- Françoise Nyssen, editrice e politica belga (Etterbeek, n. 1951)

## Fisioterapiste(1)
- Françoise Mézières, fisioterapista francese (Hanoi, n. 1909 - Fontainebleau, † 1991)

## Fotografe(1)
- Françoise Demulder, fotografa francese (Parigi, n. 1947 - Levallois-Perret, † 2008)

## Giornaliste(1)
- Françoise Giroud, giornalista, politica e scrittrice francese (Losanna, n. 1916 - Neuilly-sur-Seine, † 2003)

## Imprenditrici(1)
- Françoise Bettencourt-Meyers, imprenditrice e filantropa francese (Neuilly-sur-Seine, n. 1953)

## Montatrici(1)
- Françoise Bonnot, montatrice francese (Bois-Colombes, n. 1939 - Parigi, † 2018)

## Nobildonne(3)
- Françoise de Foix, nobildonna francese (n. 1495 - † 1537)
- Françoise Babou de La Bourdaisière, nobildonna francese (n. 1540 - Issoire, † 1592)
- Françoise di Brézé, nobildonna francese (n. 1515 - † 1577)

## Nobili(1)
- Françoise Charlotte d'Aubigné, nobile francese (n. 1684 - † 1739)

## Pediatre(1)
- Françoise Dolto, pediatra e psicoanalista francese (Parigi, n. 1908 - Parigi, † 1988)

## Pianiste(2)
- Françoise de Clossey, pianista canadese (Montréal, n. 1974)
- Françoise Landowski-Caillet, pianista e pittrice francese (Boulogne-Billancourt, n. 1917 - Vanves, † 2007)

## Pittrici(1)
- Françoise Adnet, pittrice francese (Parigi, n. 1924 - Parigi, † 2014)

## Poetesse(1)
- Françoise Pascal, poetessa, drammaturga e pittrice francese (Lione, n. 1632 - Parigi, † 1698)

## Politiche(2)
- Françoise David, politica canadese (Montréal, n. 1948)
- Françoise Dior, politica francese (Parigi, n. 1932 - Neuilly-sur-Seine, † 1993)

## Politologhe(1)
- Françoise Vergès, politologa e attivista francese (Parigi, n. 1952)

## Religiose(1)
- Mélanie Calvat, religiosa e veggente francese (Corps, n. 1831 - Altamura, † 1904)

## Schermitrici(2)
- Françoise Gouny, schermitrice francese (Parigi, n. 1925 - Forcalquier, † 2009)
- Françoise Mailliard, schermitrice francese (Parigi, n. 1929 - Parigi, † 2017)

## Sciatrici alpine(4)
- Françoise Bozon, ex sciatrice alpina francese (n. 1963)
- Françoise Gay, ex sciatrice alpina svizzera (Salvan, n. 1945)
- Françoise Jacquerod, sciatrice alpina e giocatrice di curling svizzera
- Françoise Macchi, ex sciatrice alpina francese (n. 1951)

## Scrittrici(6)
- Françoise Bourdin, scrittrice e sceneggiatrice francese (Parigi, n. 1952 - Vernon, † 2022)
- Françoise Chandernagor, scrittrice e funzionaria francese (Palaiseau, n. 1945)
- Françoise de Graffigny, scrittrice francese (Nancy, n. 1695 - Parigi, † 1758)
- Françoise Marguerite Janiçon, scrittrice svedese (n. 1711 - † 1789)
- Françoise Mallet-Joris, scrittrice belga (Anversa, n. 1930 - Bry-sur-Marne, † 2016)
- Françoise Sagan, scrittrice, drammaturga e sceneggiatrice francese (Cajarc, n. 1935 - Équemauville, † 2004)

## Soprani(2)
- Fanchon Moreau, soprano francese (n. 1668)
- Françoise Pollet, soprano francese (Boulogne-Billancourt, n. 1949)

## Storiche(3)
- Françoise Auricoste, storica francese (Parigi, n. 1926)
- Françoise Dunand, storica francese (n. 1934)
- Françoise Thom, storica e scrittrice francese (Strasburgo, n. 1951)

## Tenniste(3)
- Françoise Abanda, tennista canadese (Montréal, n. 1997)
- Françoise Dürr, ex tennista francese (Algeri, n. 1942)
- Adine Masson, tennista francese

## Tripliste(1)
- Françoise Mbango Etone, triplista e lunghista camerunese (Yaoundé, n. 1976)

## Virologhe(1)
- Françoise Barré-Sinoussi, virologa e immunologa francese (Parigi, n. 1947)

## Senza attività specificata(2)
- Françoise Legrée, ex ballerina francese (n. 1957)
- Françoise de Montmorency, francese (n. 1566 - Parigi, † 1641)